# Acacia pycnantha
Acacia pycnantha es una especie de árboles endémicos de Australia del género Acacia conocidos comúnmente como zarzo dorado (inglés: golden wattle). Está declarado como emblema floral de Australia.

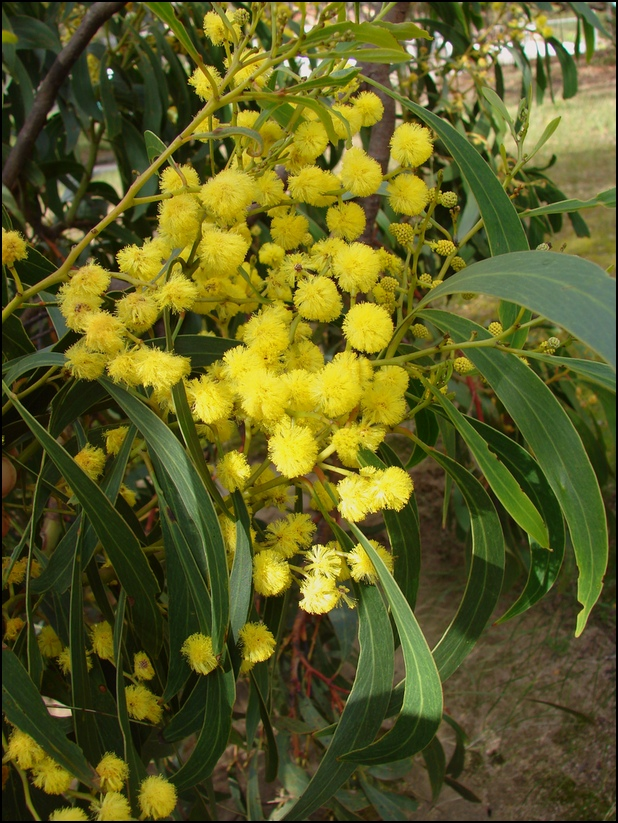
Flores

## Descripción
Es un árbol que florece a finales del invierno y primavera, produciendo una masa de flores doradas, fragantes, suaves y esponjosas. 

## Taxonomía
Acacia pycnantha fue descrita por George Bentham y publicado en London Journal of Botany 1: 351. 1842.
Etimología
Ver: Acacia: Etimología
pycnantha: epíteto latino que significa "densamente florecido".
Sinonimia:
- Acacia falcinella "Meissner, non Tausch"
- Acacia leiophylla "Benth., p.p."
- Acacia petiolaris Lehm.
- Acacia pycnantha var. petiolaris H.Vilm.
- Acacia westoni Maiden
- Acacia westonii Maiden[4]